# Cơ quan Cảnh sát Quốc gia (Hàn Quốc)

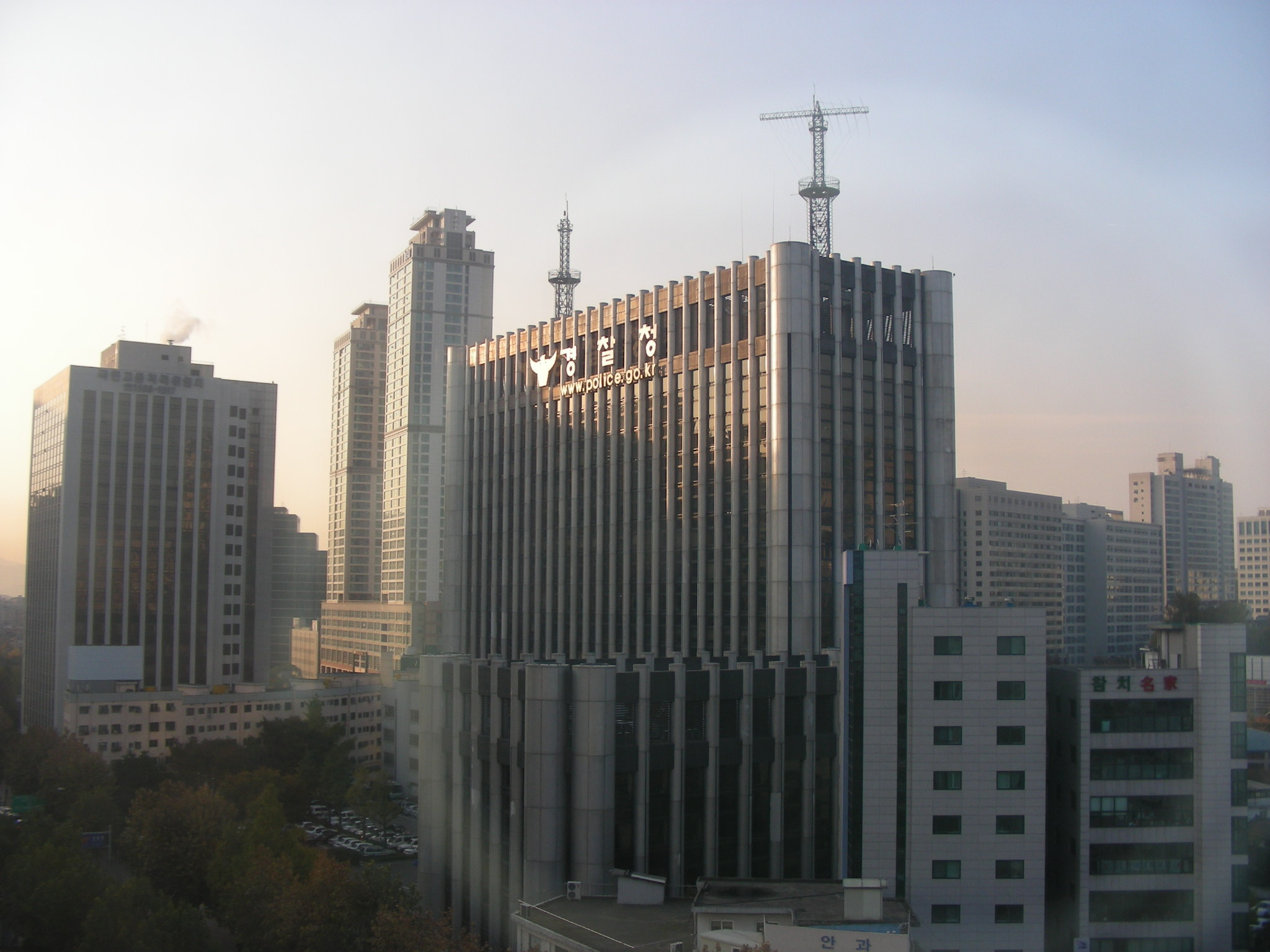
Trụ sở Cơ quan Cảnh sát Quốc gia Hàn Quốc

Cơ quan Cảnh sát Quốc gia Hàn Quốc (Tiếng Hàn: 대한민국 경찰청, Tiếng Anh: Korean National Police Agency (KNPA)), hay còn gọi là Cảnh sát Quốc gia Hàn Quốc (Tiếng Hàn: 경찰청, Tiếng Anh: Korean National Police (KNP)), là cơ quan hành chính trung ương của Đại Hàn Dân Quốc giám sát các vấn đề liên quan đến trật tự công cộng. Nó hoạt động dưới sự quản lý của Bộ Hành chính và An ninh. Trụ sở chính được đặt tại 97 Tongil-ro, Seodaemun-gu, Seoul.

## Lịch sử
Nguồn gốc của Cơ quan Cảnh sát Quốc gia là Cục Cảnh sát của Cơ quan Quản lý Chính phủ Quân sự của Bộ Tư lệnh Quân đội Hoa Kỳ tại Hàn Quốc. Nhân tiện, sở cảnh sát của văn phòng chính phủ quân sự là một tổ chức kế thừa sở cảnh sát của Chính phủ Nhật Bản-Đại tướng Hàn Quốc . Cục Cảnh sát của Phủ Tổng thống Đại Hàn Dân Quốc trước đây là Cục Cảnh sát của Phủ Tổng thống, và vào năm 1910, khi Cục Cảnh sát Đế quốc Đại Hàn bị giải tán, nó đã trở thành Tổng Giám đốc Cảnh sát của Phủ Tổng thống Đại Hàn Dân Quốc và được tiếp quản hoàn toàn. cơ quan cảnh sát trên Bán đảo Triều Tiên. Với Phong trào ngày 1 tháng 3 năm 1919, Văn phòng Giám đốc Cảnh sát đã trở thành Cục Cảnh sát. Trong khi đó, ở các tỉnh đã có sở cảnh sát, đồn cảnh sát. Khi tổ chức cảnh sát của chính phủ quân sự kế thừa tổ chức an ninh chung của chính phủ, sự bất mãn với nó lan tràn và có nhiều tiếng nói kêu gọi cải cách hệ thống cảnh sát.
Tháng 1 năm 1946, Cục Cảnh sát của Chính phủ quân sự được thăng cấp thành Bộ Cảnh sát. Tháng 4, thành lập mới Văn phòng Cảnh sát cấp tỉnh thay cho Văn phòng Công an cấp tỉnh, chuyển thành lực lượng Cảnh sát toàn quốc. Vào tháng 9 năm 1948, Tổng thống Hàn Quốc Syngman Rhee và người đứng đầu Cơ quan Quản lý Chính phủ Quân sự, Thiếu tướng John B. Colter, tuyên bố trong một tuyên bố chung rằng quyền chỉ huy Bộ Cảnh sát đã được chuyển giao cho chính phủ Hàn Quốc. Đây là bước đầu tiên trong quá trình tiếp quản tổ chức chính phủ quân sự của chính phủ Hàn Quốc. Sau đó, hệ thống cơ quan cảnh sát cấp tỉnh bị bãi bỏ vào năm 1949.
Vào tháng 7 năm 1948,「Đạo luật Tổ chức Chính phủ」được ban hành để Bộ Nội vụ phụ trách các vấn đề an ninh công cộng. Khi mới thành lập, nó kiêm luôn nhiệm vụ quản lý phòng cháy chữa cháy, từ năm 1953 kiêm luôn nhiệm vụ cảnh sát biển. Vào tháng 12 năm 1974, nó được mở rộng thành Trụ sở An toàn Công cộng, và vào tháng 7 năm 1991, nó được thăng cấp thành Cơ quan Cảnh sát Quốc gia, một cơ quan bên ngoài và độc lập với Bộ Nội vụ. Năm 1948, thống đốc tỉnh và tỉnh đặt tổ chức cảnh sát tỉnh và tỉnh, sau khi thành lập Cơ quan Cảnh sát Quốc gia năm 1991, nó được đổi tên thành Cơ quan Cảnh sát Địa phương, và từ năm 2021, nó được gọi là Cơ quan Cảnh sát Tỉnh.
Với lễ nhậm chức của chính phủ Moon Jae-in vào năm 2017, các cuộc thảo luận về việc điều chỉnh quyền hạn điều tra của cảnh sát và công tố cũng như giới thiệu một hệ thống cảnh sát tự trị đã bắt đầu. Vào tháng 1 năm 2021, hệ thống cảnh sát tự trị đã được triển khai và Trụ sở Điều tra Quốc gia đã được ra mắt.

### Dòng thời gian
- 21 tháng 10 năm 1945: Cục Quản lý Cảnh sát được thành lập trong Chính Phủ Quân Sự Hoa Kỳ và Sở Quản lý Cảnh sát được thành lập tại mỗi tỉnh.
- 16 tháng 1 năm 1946: Cục Quản lý Cảnh sát được nâng lên thành Cục Cảnh Sát.
- 1 tháng 4 năm 1946: Các Sở Quản lý Cảnh sát của mỗi tỉnh được tổ chức lại thành Sở Cảnh sát tỉnh.[8]
- 3 tháng 9 năm 1948: Chính phủ Quân sự Hoa Kỳ bàn giao quyền chỉ huy Cảnh sát Quốc gia cho Đại Hàn Dân Quốc.
- 17 tháng 7 năm 1948: Thành lập Nha Cảnh sát thuộc Bộ Nội vụ.[9]
- 1 tháng 9 năm 1967: Các đơn vị cảnh sát chiến đấu được thành lập ở các tỉnh, thành phố.
- 24 tháng 12 năm 1974: Tổ chức lại thành Bộ Tư Lệnh Cảnh Sát.[10] Tổng ủy viên của Trụ sở An ninh Quốc gia được thăng chức công chức trong dịch vụ hành chính đặc biệt và trở thành thành viên của Chính phủ[11]
- 31 tháng 7 năm 1991: Tổ chức lại thành Cơ quan Cảnh sát Quốc gia.[12]
- 8 tháng 8 năm 1996: Lực lượng Bảo vệ Bờ biển Hàn Quốc được tách ra như một cơ quan bên ngoài của Bộ Đại dương và Nghề cá bằng cách chuyển giao nhiệm vụ của Lực lượng Bảo vệ Bờ biển Hàn Quốc.[13]
- 28 tháng 2 năm 1998: Thay đổi trực thuộc thành cơ quan của Bộ Nội vụ và Hành chính.[14]
- 29 tháng 2 năm 2008: Thay đổi trực thuộc thành cơ quan của Bộ Hành chính và An ninh.[15]
- 23 tháng 3 năm 2013: Thay đổi trực thuộc thành cơ quan của Bộ An ninh và Hành chính công.[16]
- 19 tháng 11 năm 2014: Thay đổi trực thuộc thành cơ quan của Bộ Hành chính và Nội vụ.[17]
- 26 tháng 7 năm 2017: Thay đổi trực thuộc thành cơ quan của Bộ Hành chính và An ninh.[18]
- 1 tháng 1 năm 2021: Triển khai hệ thống cảnh sát tự trị.[19]

## Tổ chức
| Cục                                              | Văn phòng điều tra                               | Phòng·Ban |
| ------------------------------------------------ | ------------------------------------------------ | --- |
|                                                  |                                                  | |
| Các tổ chức trực thuộc Tổng Ủy viên              |                                                  | |
| Người phát ngôn Văn phòng                        | Người phát ngôn Văn phòng                        | Văn phòng quan hệ công chúngㆍNhóm truyền thông kỹ thuật số                                                                                                   |
| Văn phòng Kiểm toán                              | Văn phòng Kiểm toán                              | Văn phòng Cán bộ Kiểm toánㆍVăn phòng Cán bộ Thanh traㆍVăn phòng Cán bộ Bảo vệ Nhân quyền                                                                    |
| Các tổ chức trực thuộc Phó tổng Ủy viên          |                                                  | |
| Văn phòng Kế hoạch và Điều phối                  | Văn phòng Kế hoạch và Điều phối                  | Văn phòng điều phối và lập kế hoạch đổi mớiㆍVăn phòng tài chínhㆍVăn phòng pháp lý cải cách quy địnhㆍVăn phòng cảnh sát tự trịㆍVăn phòng hỗ trợ chính sách |
| Văn phòng Kế hoạch Nhân sự Cảnh sát              | Văn phòng Kế hoạch Nhân sự Cảnh sát              | Văn phòng Cảnh sátㆍVăn phòng Nhân sựㆍVăn phòng Chính sách Giáo dụcㆍVăn phòng Chính sách Phúc lợiㆍVăn phòng Chính sách Bình đẳng giới                      |
| Văn phòng quản lý tình hình an ninh              |                                                  | |
| Cục Chính sách An ninh Tương lai                 | Cục Chính sách An ninh Tương lai                 | Phòng Chính sách An toàn Công cộng Tương laiㆍBan Cơ sở hạ tầng Thông tinㆍBan Vận hành Thiết bịㆍĐội Khoa học Cảnh sátㆍNhóm Chính sách Dữ liệu              |
| Cục An toàn Công cộng                            | Văn phòng Kế hoạch An toàn Phụ nữ và Thanh niên  | Ban Chính sách Phòng chống Tội phạmㆍBan Trật tự Cuộc sốngㆍBan Trẻ em và Thanh thiếu niênㆍBan Kế hoạch An toàn Phụ nữ                                       |
| Cục Giao thông vận tải                           | Cục Giao thông vận tải                           | Phòng Quy hoạch Giao thôngㆍBan An toàn Giao thôngㆍBan Quản lý Giao thông vận tải                                                                            |
| Cục An ninh                                      | Cục An ninh                                      | Ban An ninhㆍTrung tâm Quản lý Khủng hoảngㆍBan An ninhㆍBan Hàng không                                                                                       |
| Cục Thông tin và An toàn công cộng               | Văn phòng Ủy viên Thông tin và An toàn công cộng | Bộ phận quản lý thông tinㆍBộ phận phân tích thông tinㆍBộ phận trạng thái thông tinㆍBộ phận hợp tác thông tin                                               |
| Cục đối ngoại                                    | Cục đối ngoại                                    | Ban thông tin kế hoạch đối ngoạiㆍBan hợp tác quốc tế InterpolㆍBan hợp tác quốc tế                                                                           |
| Các tổ chức trực thuộc Cơ quan điều tra Quốc gia |                                                  | |
| Văn phòng Kế hoạch và Điều phối Điều tra         | Văn phòng Kế hoạch và Điều phối Điều tra         | Văn phòng Hỗ trợ Hoạt động Điều traㆍVăn phòng Chính sách Đánh giá Điều tra                                                                                   |
| Văn phòng Điều tra Khoa học                      | Văn phòng Điều tra Khoa học                      | Văn phòng điều tra khoa họcㆍVăn phòng phân tích hình sự |
|                                                  |                                                  | Văn phòng Điều tra Nhân quyền |
| Cục Điều tra                                     | Cục Điều tra                                     | Phòng điều tra tội phạm kinh tếㆍPhòng chống tham nhũng và điều tra tội phạm công cộngㆍBan điều tra tội phạm nghiêm trọngㆍBan thông tin hình sự             |
| Cục Điều tra Hình sự                             | Cục Điều tra Hình sự                             | Phòng điều tra tội phạm bạo lựcㆍPhòng điều tra tội phạm có tổ chức ma túyㆍPhòng điều tra tội phạm phụ nữ và thanh thiếu niên                                |
| Cục Điều tra Mạng                                | Cục Điều tra Mạng                                | Phòng lập kế hoạch điều tra mạngㆍBan điều tra tội phạm mạngㆍBan ứng phó khủng bố mạngㆍTrung tâm pháp y kỹ thuật số                                         |
| Cục An ninh Quốc gia                             | Cục An ninh Quốc gia                             | Phòng quản lý kế hoạch an ninhㆍBan chỉ huy điều tra an ninhㆍBan phân tích tội phạm an ninhㆍBan điều tra an ninh                                            |

### Đơn vị Tác chiến Đặc biệt (SOU)
Đơn vị Tác chiến Đặc biệt (SOU) (Tiếng Hàn: 경찰특공대), trước đây gọi là KNP SWAT trước khi đổi tên, là một đơn vị chuyên thực hiện các hoạt động nguy hiểm. Nhiệm vụ chính của đơn vị là chống khủng bố, nhưng nó cũng có thể bao gồm việc thực hiện lệnh bắt giữ có mức độ rủi ro cao, thực hiện giải cứu con tin và/hoặc can thiệp vũ trang, và giao chiến với tội phạm có vũ trang hạng nặng.
- Cơ quan Cảnh sát thủ đô Seoul (Đơn vị 868): 4 phi đội
- Cơ quan cảnh sát Busan (Đơn vị 431): 1 phi đội
- Cơ quan cảnh sát Daegu: 1 phi đội
- Cơ quan cảnh sát Incheon (Đơn vị 313): 1 phi đội
- Cơ quan cảnh sát Gwangju: 1 phi đội
- Cơ quan cảnh sát Gyeonggi Bukbu: 1 phi đội
- Cơ quan cảnh sát Gyeonggi Nambu: 1 phi đội
- Cơ quan cảnh sát Chungnam (Chungcheongnam): 1 phi đội
- Cơ quan cảnh sát Jeonnam (Jeollanam): 1 phi đội
- Cơ quan cảnh sát Gyeongnam (Gyeongsangnam): 1 phi đội
- Cơ quan cảnh sát Jeju: 1 phi đội

### Cơ quan khác
- Các tổ chức hỗ trợ các công việc hành chính của Ủy viên
  - Học viện Cảnh sát, Viện Phát triển nguồn nhân lực Cảnh sát, Học viện Cảnh sát Trung ương, Viện Đào tạo Cảnh sát Điều tra
- Tổ chức điều hành có trách nhiệm hỗ trợ các công việc hành chính của Ủy viên
  - Bệnh viện Cảnh sát
- Cảnh sát tỉnh/thành phố
  - Sở Cảnh sát

## Nhân viên
Số lượng công chức được giao cho Cơ quan Cảnh sát Quốc gia như sau:
| Tổng                      | Tổng                            | 1,930 |
| ------------------------- | ------------------------------- | ----- |
| Cảnh sát                  | Cảnh sát                        | 1,217 |
|                           | Trưởng An ninh                  | 1     |
|                           | Giám sát An ninh                | 2     |
|                           | Người giám sát an ninh          | 12    |
|                           | Cảnh sát trưởng                 | 4     |
|                           | Sĩ quan Cảnh sát                | 58    |
|                           | Dưới Cảnh sát                   | 1,140 |
|                           |                                 |       |
| Vị trí chung              | Vị trí chung                    | 709   |
|                           | Dịch vụ cong vụ cấp cao         | 3     |
|                           | Dưới cấp 3 và trên cấp 5        | 20    |
|                           | Dưới cấp 6                      | 665   |
|                           | Cán bộ kinh nghiệm chuyên ngành | 21    |
|                           |                                 |       |
| Tổng số nhân viên cứu hỏa | Tổng số nhân viên cứu hỏa       | 4     |
|                           | Cấp dưới cứu hỏa                | 4     |

## Tài chính
Quy mô tài khóa năm 2023 dựa trên tổng thu nhập và tổng chi tiêu như sau.
| Phân công                                             | Phân công                                             | Thu ngân sách    | Thay đổi so với năm ngoái |
| ----------------------------------------------------- | ----------------------------------------------------- | ---------------- | ------------------------- |
| Kế toán tổng hợp                                      | Kế toán tổng hợp                                      | 1.125,327 tỷ won | +12.86%                   |
| Kế toán đặc biệt cho tổ chức điều hành có trách nhiệm | Kế toán đặc biệt cho tổ chức điều hành có trách nhiệm | 39,259 tỷ won    | +5.76%                    |
|                                                       | Bệnh viện Cảnh sát                                    | 39,259 tỷ won    | +5.76%                    |
|                                                       |                                                       |                  |                           |
| Tổng                                                  | Tổng                                                  | 1.164,586 tỷ won | +12.61%                   |

| Phân công                                             | Phân công                                             | Phân công                                             | Thu ngân sách   | Thay đổi so với năm ngoái |
| ----------------------------------------------------- | ----------------------------------------------------- | ----------------------------------------------------- | --------------- | ------------------------- |
| Kế toán tổng hợp                                      | Kế toán tổng hợp                                      | Cảnh sát                                              | 12.371,3 tỷ won | +1.39%                    |
| Tổ chức đặc biệt cho phát triển quốc gia cân bằng     | Tổ chức đặc biệt cho phát triển quốc gia cân bằng     | Cảnh sát                                              | 4,767 tỷ won    | +1.25%                    |
| Kế toán đặc biệt cho tổ chức điều hành có trách nhiệm | Kế toán đặc biệt cho tổ chức điều hành có trách nhiệm | Kế toán đặc biệt cho tổ chức điều hành có trách nhiệm | 78.7 tỷ won     | +0.25%                    |
|                                                       | Bệnh viện Cảnh sát                                    | Cảnh sát                                              | 78.7 tỷ won     | +0.25%                    |
|                                                       |                                                       |                                                       |                 |                           |
| Tổng                                                  | Tổng                                                  | Tổng                                                  | 12.454,7 tỷ won | +1.38%                    |

## Biểu tượng
- Cơ quan cảnh sát Hàn Quốc
- Huy hiệu nguyên mẫu của Cơ quan Cảnh sát Quốc gia[24]
- Huy hiệu loại khiên của Cơ quan Cảnh sát Quốc gia[25]
- Huy hiệu của Cơ quan Cảnh sát Quốc gia Hàn Quốc

Biểu tượng của Cảnh sát Quốc gia Hàn Quốc (KNP) mới được tạo ra nhân dịp kỷ niệm 60 năm thành lập vào năm 2006, có hình con đại bàng biển Steller đang bay lên trời với bông hồng của Sharon. Đại bàng biển Steller, vảy trên cổ và bông hồng của Sharon lần lượt tượng trưng cho "cảnh sát", "sự cân bằng" và "nhà nước và nhân dân".
Trên vai của đại bàng có một cái cân và một thanh cân bằng để định hình hình dạng của sự cân bằng và nhấn mạnh "sự công bằng". Dấu hiệu taegeuk ở giữa bông hồng Sharon là nguồn gốc của vạn vật và biểu thị "Đại Hàn Dân Quốc và người dân của nó"
Huy hiệu bao gồm hai vòng tròn chồng lên nhau. Vòng tròn phía dưới với một Taegeuk được bao quanh bởi năm Taegeuk khác được khắc tượng trưng cho Mugunghwa. Mỗi phần của huy hiệu đại diện như sau: Vòng tròn phía trước đại diện cho "mặt trời hoặc ánh sáng." Mugunghwa đại diện cho "quốc gia và con người." Vòng tròn phía sau tượng trưng cho "mặt trăng hoặc bóng râm."

## Cấp bậc
| Cấp      | Tổng Uỷ Viên       | Tổng Giám đốc  | Tổng Giám đốc Cấp cao | Giám đốc          |
| Cấp      | 치안총감           | 치안정감       | 치안감                | 경무관            |
| Phù hiệu |                    |                |                       |                   |
| Cấp      | Giám đốc cấp cao   | Giám đốc       | Thanh tra cấp cao     | Trung úy cảnh sát |
| Cấp      | 총경               | 경정           | 경감                  | 경위              |
| Phù hiệu |                    |                |                       |                   |
| Cấp      | Thanh tra cảnh sát | Hạ sĩ cảnh sát | Cảnh sát tuần tra     |                   |
| Cấp      | 경사               | 경장           | 순경                  |                   |
| Phù hiệu |                    |                |                       |                   |

Tổng ủy viên là Cảnh sát trưởng Hàn Quốc cấp cao nhất có thể được bổ nhiệm tại một thời điểm. Tổng giám đốc là Phó Giám đốc Cơ quan Cảnh sát Quốc gia, Trưởng các cơ quan cảnh sát địa phương ở tỉnh, thành phố Seoul, Busan, Gyeonggi và Incheon tương đương với hiệu trưởng của Trường Cảnh sát Quốc gia.
Các sĩ quan mới được bổ nhiệm làm Trợ lý cảnh sát (순경시보) trong thời gian tập sự một năm. Đồng phục và cấp hiệu của trợ lý giống đồng phục và cấp hiệu của Cảnh sát.
Trong Cơ quan cảnh sát cấp tỉnh tự quản đặc biệt Jeju, tiền tố của tất cả các cấp bậc là 'Tự quản', chẳng hạn như "Cảnh sát tự quản".

## Thiết bị

### Phương tiện
Những chiếc xe cảnh sát được Cơ quan Cảnh sát Quốc gia sử dụng bao gồm Hyundai Elantra cỡ vừa, Hyundai Sonata cỡ trung và SUV SsangYong Korando C. Trung bình, có hai hoặc ba xe cảnh sát, có thể lên đến bảy chiếc ở những khu vực đông đúc. Xe máy trong khoảng 1.170–1.690cc được sử dụng cho các hoạt động giao thông.
Cảnh sát Hàn Quốc cũng sử dụng xe buýt cảnh sát . Các mẫu xe hiện đang được sử dụng là Hyundai Universe và Hyundai Super Aero City , nhưng tất cả các mẫu xe buýt sẽ chuyển sang phương tiện hydro như xe điện Hyundai Elec-city Hydrogen.

Cảnh sát Hàn Quốc sử dụng nhiều loại trực thăng như Bell 412, Bell 206L-3, AgustaWestland AW119 Koala, AgustaWestland AW109C, Bell 212, KAI KUH-1 Surion và Mil Mi-172.

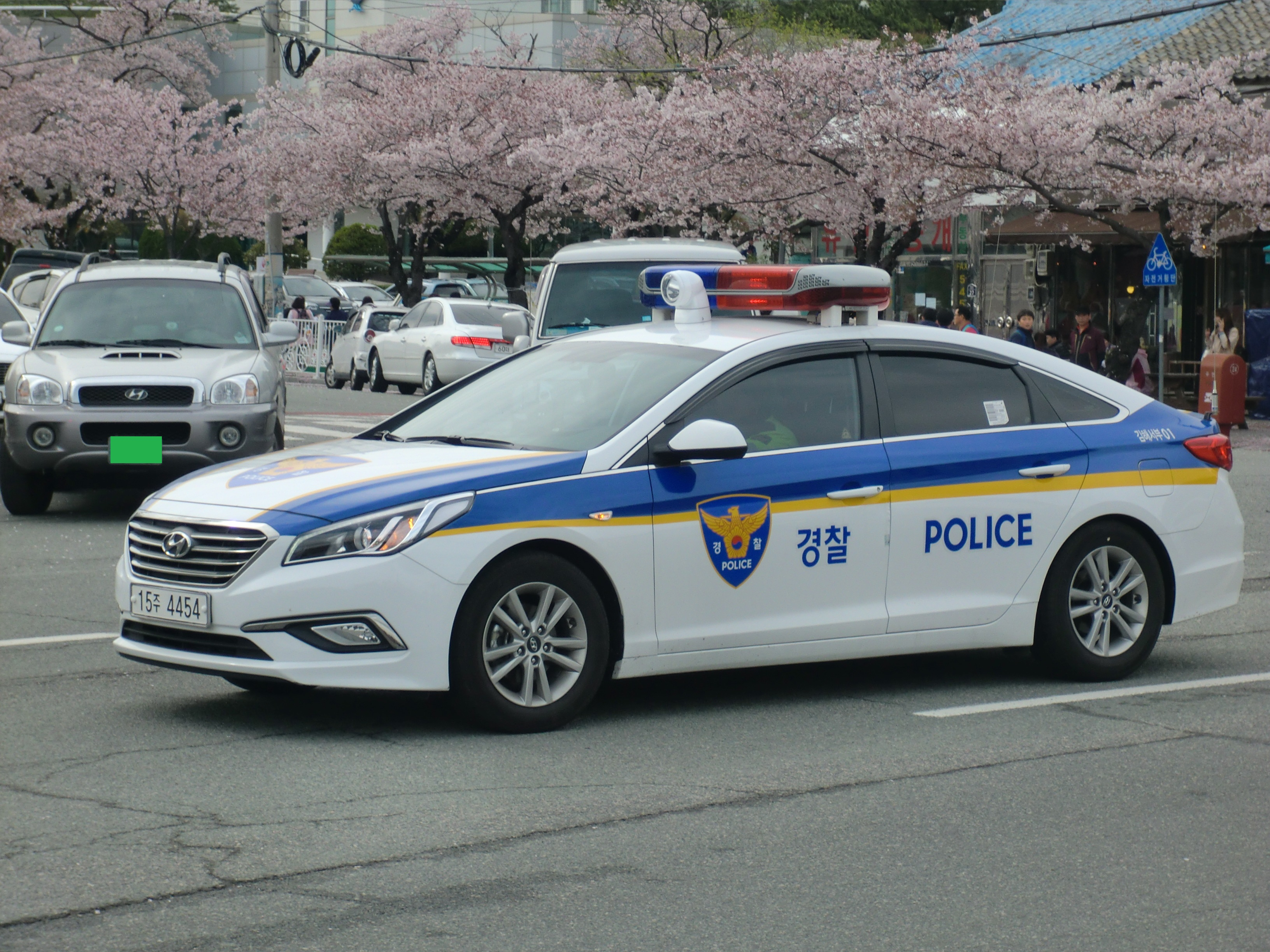
Xe cảnh sát Hyundai Sonata
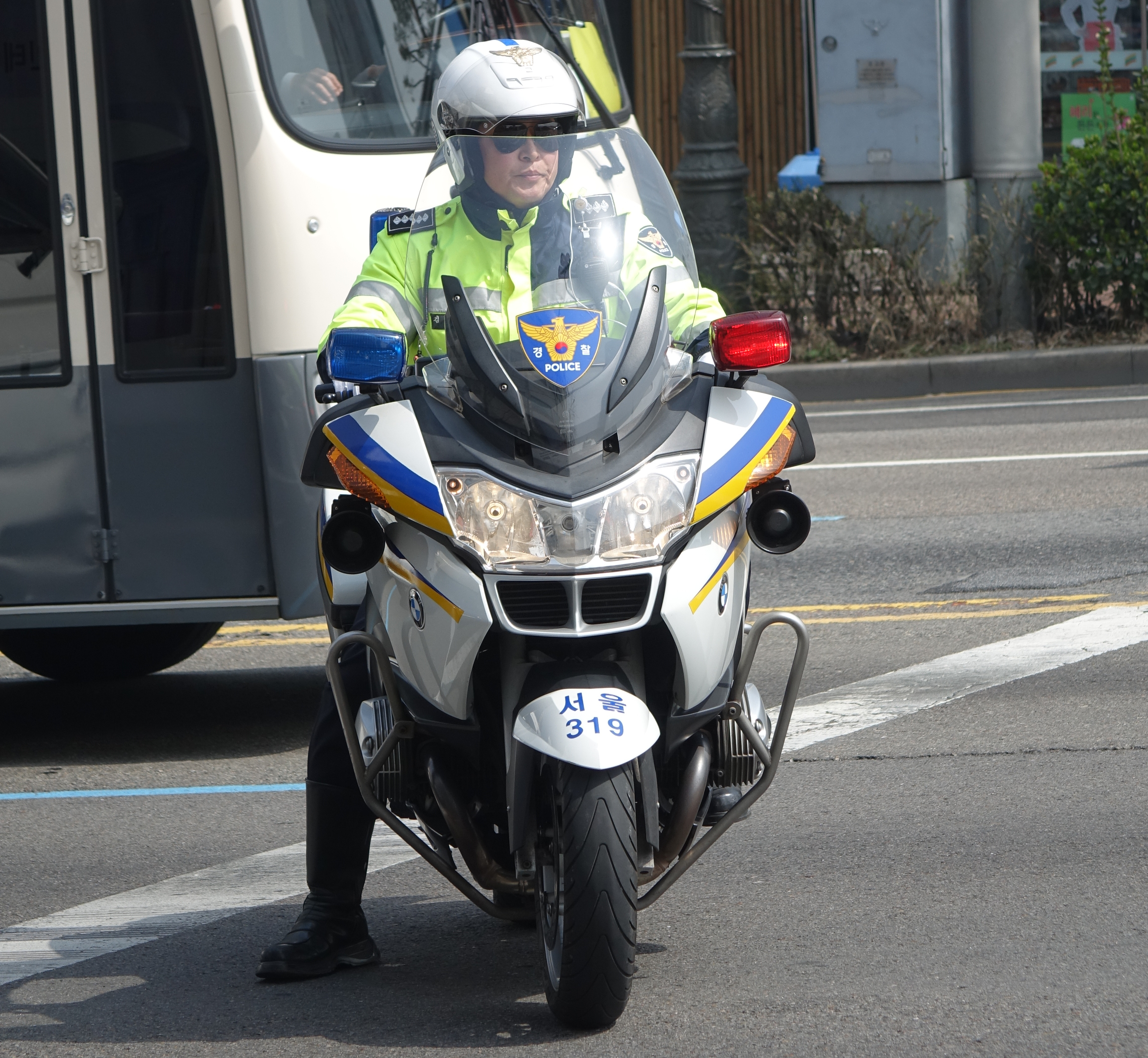
Mô tô BMW R1200RT
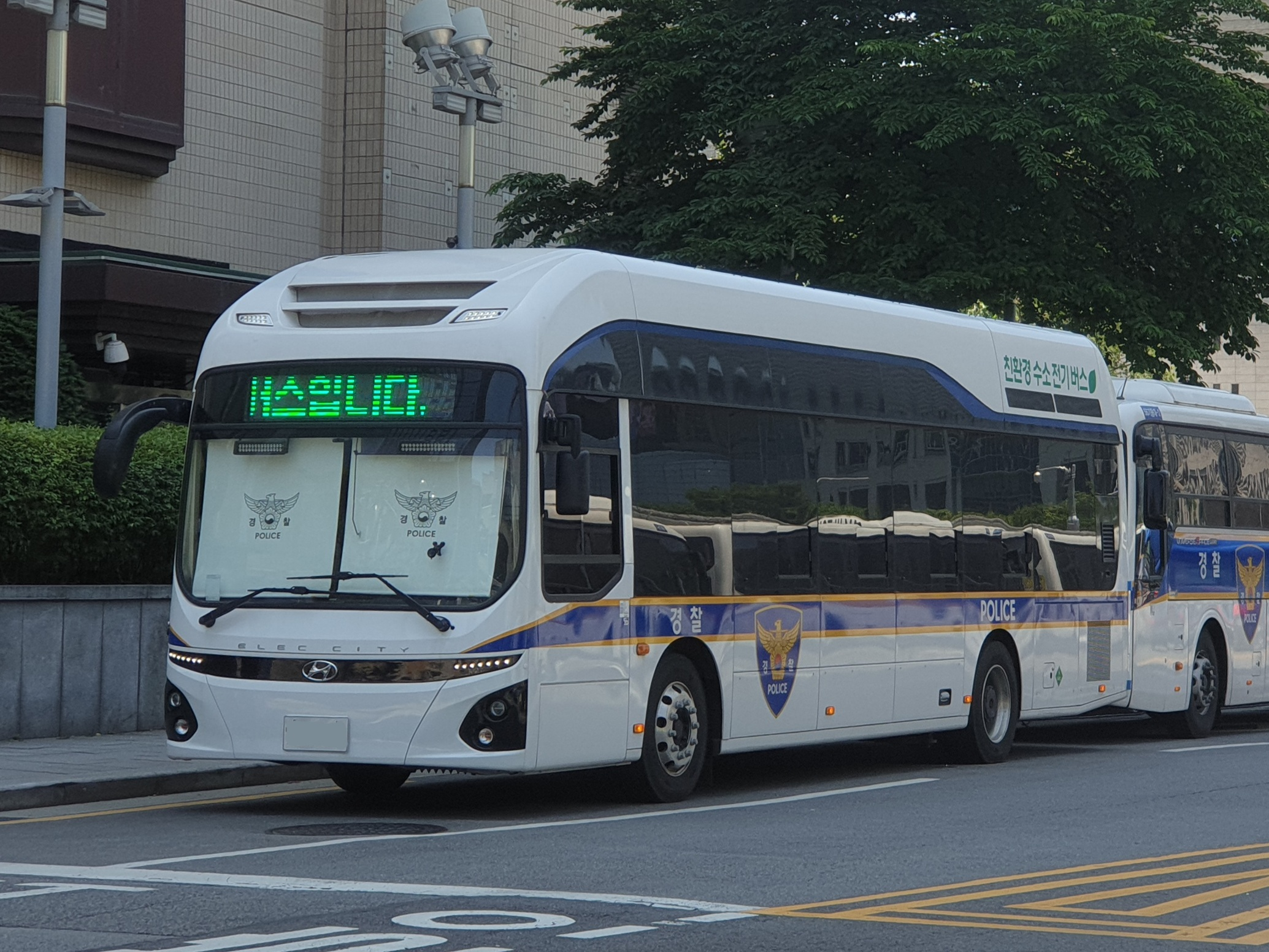
Xe buýt Hyundai Elec-City FCEV
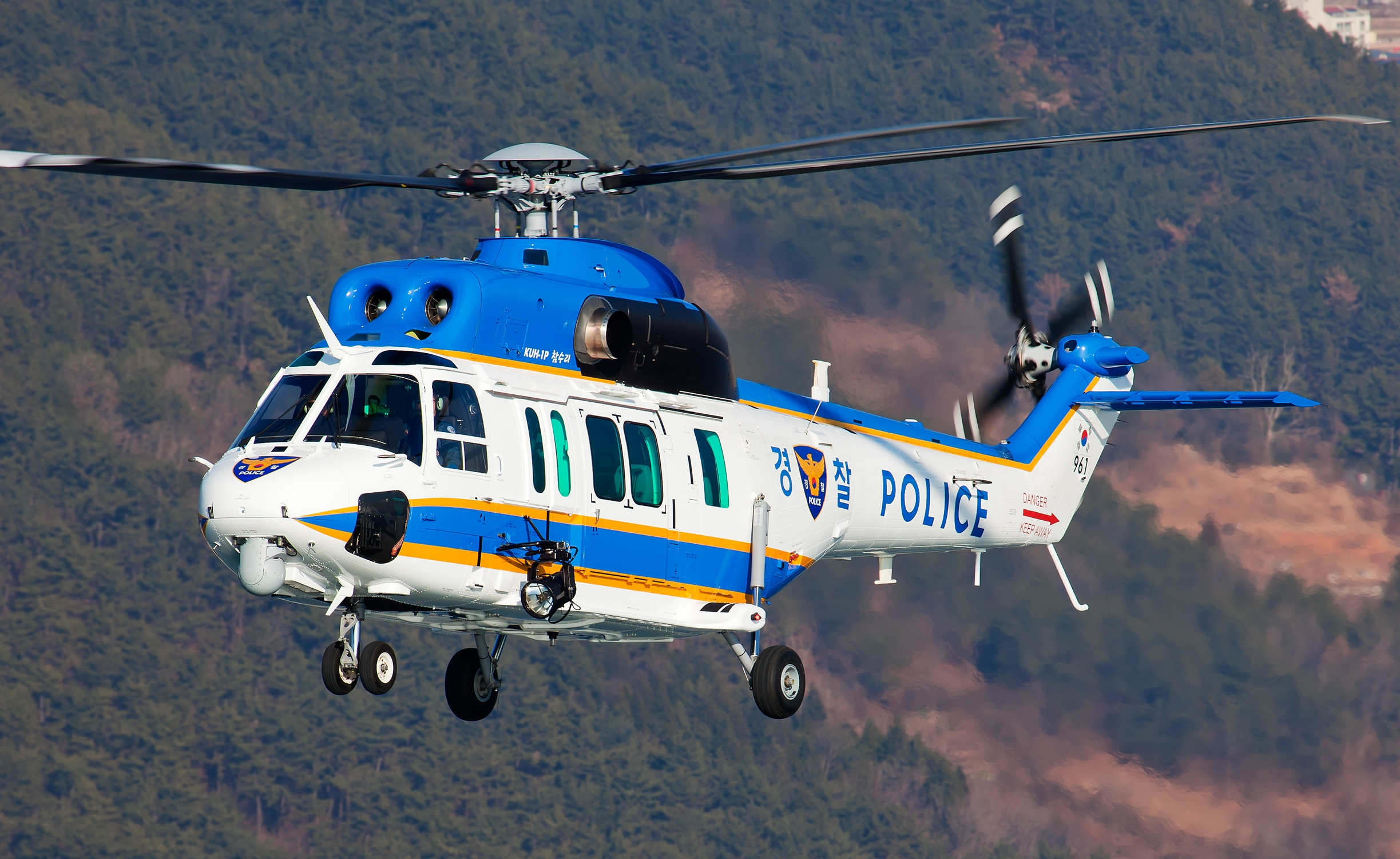
Trực thăng cảnh sát KUH-1P Chamsuri

### Vũ khí
Súng ngắn phục vụ trước đây cho Cơ quan Cảnh sát Quốc gia Hàn Quốc là súng lục ổ quay Smith & Wesson K-frame .38 cal bao gồm Model 10 và Model 19. Vào giữa những năm 2000, Smith & Wesson Model 60 được trang bị cỡ nòng .38 Special đã trở thành vũ khí phụ mới cho các sĩ quan cảnh sát. Ngoài ra, các sĩ quan cảnh sát cũng sử dụng vũ khí ít sát thương hơn như dùi cui cảnh sát và Súng điện 5kV.
- Model 60
- Glock 22 (chỉ dành cho SOU)
- Heckler & Koch P2000 (chỉ dành cho SOU)
- Heckler & Koch P7 (chỉ dành cho SOU)
- Mossberg M950 (chỉ dành cho SOU)
- Benelli M4 (chỉ dành cho SOU)
- Heckler & Koch MP5 (chỉ dành cho SOU)
- Heckler & Koch UMP (chỉ dành cho SOU)
- Heckler & Koch MP7 (chỉ dành cho SOU)
- Súng trường M16 (sử dụng ít mẫu M16A4 trong SOU)
- SIG SG 550 (chỉ dành cho SOU)
- M4 carbine (chỉ dành cho SOU)
- Heckler & Koch G36 (Hạn chế sử dụng mẫu C trong SOU)
- LWRC M6 (sử dụng hạn chế trong nhóm SOU)
- Heckler & Koch PSG1 (sử dụng nhỏ làm súng bắn tỉa trong SOU)
- Súng bắn điện
- Khiến chống bạo động
- Dùi cui (thực thi pháp luật)

## Cải cách và tranh luận trong hệ thống cảnh sát

### Hệ thống cảnh sát tự trị
Hệ thống Cảnh sát Tự trị là hệ thống trong đó chính quyền địa phương chịu trách nhiệm thành lập, bảo trì và vận hành cảnh sát. Trong hệ thống này, Cảnh sát tự chủ chủ yếu thực hiện các nhiệm vụ đảm bảo an toàn tính mạng và phòng chống tội phạm, trong khi Cảnh sát quốc gia thực hiện công việc trên phạm vi toàn quốc. Hệ thống này dựa trên một số luật. Đoạn 1 Điều 117 của hiến pháp Hàn Quốc nêu rõ rằng chính quyền địa phương dựa trên các giá trị hiến pháp, bằng cách nêu rõ chính quyền địa phương sẽ giải quyết các vấn đề hành chính liên quan đến phúc lợi của cư dân địa phương, quản lý tài sản và có thể ban hành các điều khoản liên quan đến quyền tự chủ của địa phương, trong giới hạn của các Đạo luật và các đạo luật cấp dưới.
Tháng 6 năm 2006, đảo Jeju thành lập cảnh sát tự trị nhưng cảnh sát này không có thẩm quyền điều tra. Vào năm 2018, người ta đã thảo luận rằng việc áp dụng cảnh sát tự trị sẽ phổ biến trên toàn quốc. Hệ thống cảnh sát tự trị đã có hiệu lực trên đảo Jeju từ năm 2006, bắt đầu từ năm nay, hệ thống này sẽ được thí điểm tại 5 tỉnh và thành phố, bao gồm Seoul và Sejong, và sẽ dần dần mở rộng trên toàn quốc và đi vào hoạt động đầy đủ vào năm 2020.

### Cơ quan điều tra
Trong lịch sử, hệ thống tố tụng hình sự Hàn Quốc tập trung vào cơ quan công tố. Lệnh chỉ được ban hành theo yêu cầu của công tố viên. Nhiều lời chỉ trích về hệ thống này đã được đưa ra. Một trong những hệ thống thay thế là cải cách cơ quan điều tra hình sự.
Năm 1990, cuộc tranh luận lần đầu tiên về việc sửa đổi thẩm quyền điều tra đã được bắt đầu nhưng việc điều chỉnh này thất bại do có khoảng trống giữa Cảnh sát và Viện Kiểm sát. Năm 2011, việc sửa đổi luật tố tụng hình sự đã công nhận thẩm quyền bắt đầu và xử lý điều tra của cơ quan Cảnh sát, nhưng lệnh điều hành của cơ quan công tố đã tăng cường quyền lực cho cơ quan công tố. Năm 2019, việc điều chỉnh quan hệ phối hợp giữa cơ quan cảnh sát và công tố viên trong quá trình điều tra đã được gửi đến ủy ban pháp luật.

## Hợp tác
Cơ quan Cảnh sát Hàn Quốc hợp tác với các tổ chức thực thi pháp luật của các quốc gia khác. Vào năm 2015, Cơ quan Cảnh sát Hàn Quốc đã thành lập "Trung tâm làn sóng cảnh sát K" (Tiếng Hàn: 치안한류센터) để trao đổi cảnh sát với các quốc gia khác. Bắt đầu từ năm 2016, cảnh sát Hàn Quốc bắt đầu gửi nhân viên và thiết bị đến các cơ quan cảnh sát ở nước ngoài. Đến năm 2019, mức trao đổi này đã tăng gấp 8 lần so với năm 2012. Điển hình là các quốc gia gồm Các Tiểu vương quốc Ả Rập Thống nhất, Chile, Việt Nam và Guatemala. Năm 2019, Hội nghị Tổng ủy viên quốc tế Seoul đã được khai mạc cùng ngày với lễ kỷ niệm 74 năm thành lập cơ quan. Những người tham gia hội nghị bao gồm các nhà ngoại giao từ 29 quốc gia, bao gồm Hoa Kỳ, Trung Quốc và Nga.
Ngoài ra, Cảnh sát Quốc gia Hàn Quốc có các thỏa thuận trao đổi với các cơ quan thực thi pháp luật châu Âu và Bắc Mỹ. Vào năm 2015, KNP đã ký kết MOU hợp tác điều tra tội phạm mạng với Cục Điều tra Liên bang Hoa Kỳ (FBI). Năm 2019, KNP cử cán bộ đến Croatia để thực hiện các chương trình an toàn du lịch. Trong "Biên bản ghi nhớ hợp tác an toàn du lịch Croatia-Hàn Quốc", sáu sĩ quan cảnh sát Hàn Quốc đã tuần tra Zagreb và Dubrovnik cùng với cảnh sát Croatia.

## An toàn công cộng
Hàn Quốc có tỷ lệ tội phạm thấp hơn so với các nước công nghiệp phát triển tương đương. Hàn Quốc được coi là một trong những điểm đến du lịch an toàn nhất thế giới, với tỷ lệ tội phạm thấp và về cơ bản không có lịch sử hoạt động khủng bố nào khác ngoài miền Bắc. Bằng hệ thống này, Hàn Quốc đã mở màn thành công và an toàn các sự kiện quốc tế như Thế vận hội Mùa đông 2018.